# Dichapetalum leucocarpum
Dichapetalum leucocarpum är en tvåhjärtbladig växtart som beskrevs av Franciscus Jozef Breteler. Dichapetalum leucocarpum ingår i släktet Dichapetalum och familjen Dichapetalaceae. Inga underarter finns listade i Catalogue of Life.